# Świeńczyc
Świeńczyc (Świenczyc) – polski herb szlachecki.

## Opis herbu
W polu złotym krzyż srebrny podwójny {patriarchalny}. Na hełmie w koronie trzy pióra strusie. Labry złote, podbite srebrem. Czasami krzyż jest też rysowany z równymi ramionami.

## Zawołanie
Świenczyc, męska forma od świenca /f./ – dziewica święta, najświętsza relikwia.

## Geneza herbu
Historia herbu wiąże się z wczesnośredniowiecznym kultem relikwii Drzewa Krzyża Świętego i relikwiarzem Drzewa Krzyża Świętego – stauroteką, i ma swe początki w IV wieku, kiedy to św. Helena matka Cesarza Konstantyna zleciła, wykonanie prac wykopaliskowych na Golgocie, w wyniku których odkryto elementy Drzewa Męki Chrystusowej. Kult ten nabrał ponownie szczególnego wymiaru w okresie wypraw krzyżowych do Ziemi Świętej (XII – XIV) i wiązał się z etosem obrony Ziemi Świętej przed niewiernymi. Wielkim czcicielem relikwii był król Władysław II Jagiełło, który wielokrotnie nawiedzał relikwie Drzewa Krzyża Świętego w klasztorze na Świętym Krzyżu. Po swym chrzcie i przyjęciu korony polskiej, krzyż podwójny patriarchalny stał się herbem Jagiellonów, w odróżnieniu od Pogoni herbu Litwy czy Kolumn, herbu dynastii Giedymina. Jagiełło też, nadawał ten herb rycerzom szczególne zasłużonym.
Do Europy krzyż ten dotarł za pośrednictwem Bizancjum w formie relikwiarzy, tak zwanych staurotek, których większa liczba powstała w Konstantynopolu za panowania cesarza Manuela I Komnena (1143–1180). Jego kult dla relikwii Drzewa Krzyża Świętego był powszechnie znany. Znalazły się one jako dary na Rusi i Węgrzech, gdzie w roku 1169 otrzymał relikwiarz król Bela III z okazji małżeństwa z Anną z Antiochii – poprzez które stawał się król węgierski szwagrem cesarza. Wprowadził on podwójny krzyż, ten symbol państwowy Bizancjum na swoją pieczęć, a stąd do herbu Węgier, gdzie istnieje do dzisiaj. Podobnie na Słowacji, podwójny krzyż jest obecnie głównym elementem w godle herbu tego państwa. Stauroteki do Polski przybyły za pośrednictwem Rusi i Węgier. Świętokrzyskie relikwie do Polski przywiózł najprawdopodobniej król Węgier Stefan V, w 1270 roku. Posłużyły królowi Węgier do umocnienia sojuszu z księciem krakowsko-sandomierskim Bolesławem Wstydliwym, chodziło o uzyskanie poparcia księcia polskiego w sporze Arpadów z Przemyślidami o spadek po Babenbergach, których ostatni przedstawiciel Fryderyk II Bitny zginął w 1246 roku w zwycięskiej dla siebie bitwie.
Relikwie pozostały w Krakowie, skąd w latach 1306–1308 zostały przekazane benedyktynom łysogórskim przez Władysława I Łokietka. Od tego momentu rozpoczyna się w Polsce kult Drzewa Krzyża Świętego. Wysunął on klasztor świętokrzyski na pierwsze miejsce wśród klasztorów polskich. Szczególną pozycję zdobył klasztor za panowania króla Władysława II Jagiełły, który otoczył klasztor opieką; wprowadził podwójny krzyż do heraldyki jagiellońskiej, jako swój osobisty herb. Nie bez znaczenia był też fakt, że ówczesny opat świętokrzyski Mikołaj Drozdek był spowiednikiem króla. W planach Władysława Jagiełły, benedyktyni świętokrzyscy mieli prowadzić chrystianizację na Rusi.

## Historia herbu
- Najwcześniejsze wzmianki:

Niesiecki podaje, „przy początkach wiary chrześcijańskiej w Polsce nadany...”
- Legenda herbowa I:

Według legendy, syn króla węgierskiego św. Stefana, książę Emeryk wybrał się do Polski, do swojego wuja Bolesława Chrobrego. Zgodnie z ówczesnym zwyczajem zabrał ze sobą mały relikwiarz, jako rękojmię bezpieczeństwa. Bolesław Chrobry wyjechał na spotkanie swego krewnego i w Górach Świętokrzyskich urządził polowanie na jego cześć. Młody książę Emeryk był zachwycony polowaniem w nieprzebytej puszczy. Jednak w pogoni za jeleniem oddalił się od reszty orszaku i zabłądził. Wtedy złożył ślub, że jeśli ocaleje i odnajdzie drogę, to zostawi na tym miejscu relikwie Drzewa Krzyża Świętego, które miał przy sobie zawieszone na szyi. W trakcie modlitwy ukazał mu się anioł, który wskazał mu drogę do klasztoru na Świętym Krzyżu. Po ocaleniu, na dowód wdzięczności, pozostawił relikwiarz w nowo budowanym klasztorze.
Symbolem klasztoru jest podwójny krzyż, którego wyższe ramię jest krótsze od dolnego. Krzyż ten, niezależnie od określeń heraldycznych jakie nosi, nierozłącznie związany jest z kultem i symboliką relikwii Drzewa Krzyża Świętego.
- Legenda herbowa II[5]:

Litwini często najeżdżali polskie pogranicze Mazowsze i Podlasie. Tak było i w 1372 r., kiedy to Litwini i Żmudzini pod wodzą księcia Kiejstuta najechali Księstwo Mazowieckie. Jeden z pododdziałów zapuścił się na Łysą Górę do klasztoru Świętego Krzyża i kompletnie go złupił. Najeźdźcy zrabowali wtedy relikwie Drzewa Krzyża Świętego oprawione w srebro. Była to relikwia już wtedy ciesząca się w Polsce wielkim kultem. W drodze powrotnej wóz z relikwią utknął na przeprawie przez rzekę, konie odmówiły posłuszeństwa, zrabowane przedmioty utonęły w rzece. Srebrny relikwiarz został wyniesiony z rzeki przez żołnierza, który nieszczęśliwym trafem jeszcze w czasie wyprawy zmarł. Uwieziona na Żmudź relikwia stała się nieszczęściem, ktokolwiek jej dotknął, w krótkim czasie umierał. Chcąc pozbyć się nieszczęsnego przedmiotu książę Witold w „braterskim geście”, przy okazji koronacji (1386 r.) króla Władysława II Jagiełły, postanowił zwrócić relikwie klasztorowi. Delegacja polskich rycerzy pojechała po relikwie na Żmudź, a następnie, z wielką atencją umieszczono relikwie w klasztorze na Świętym Krzyżu, zaś rycerzom, którzy przywieźli relikwie król Władysław Jagiełło nadał herb: „W złotym polu – symbol wierności chrześcijańskiej, chwały, srebrny – symbol prawdy, niewinności, podwójny krzyż – symbol męki i śmierci Chrystusa i Dobrego Łotra. Przy czym dłuższe ramie symbolizuje mękę i śmierć Chrystusa, a krótsze Dobrego Łotra.” Herb zatem został nadany za zasługi dla chrześcijaństwa.

## Herbowni
Grabiański, Gubiński, Jeziernicki, Korczewski, Korczowski, Krażowski, Sieskiewicz, Urzendowski, Urzędowski, Wiland, Willand.

## Heraldyka samorządowa
- Leżajsk (podkarpackie)

Osada /wieś/ wymieniona w 1346 r. Siedziba eremu kanoników regularnych św. Grobu od 1354 r. Prawa miejskie z rąk Władysława Jagiełły w 1397 r.
- Małogoszcz (świętokrzyskie)

Wczesnomiejska osada wymieniona w bulli gnieźnieńskiej z 1136 r. oraz w dokumencie Henryka Sandomierskiego z 1166 r. Jako miasto występuje w 1342 r.
- Osiek (świętokrzyskie)

Wczesnomiejska osada wymieniona w 1270 r. własność opata łysogórskiego.
- Skaryszew (mazowieckie)

Wczesnomiejska osada wymieniona w 1167 r. jako własność Bożogrobców miechowskich.